# Saxobeats
 (février 2023).
Si vous disposez d'ouvrages ou d'articles de référence ou si vous connaissez des sites web de qualité traitant du thème abordé ici, merci de compléter l'article en donnant les références utiles à sa vérifiabilité et en les liant à la section « Notes et références ».
Albums de Alexandra Stan
Cliché (Hush Hush)
(2013)
Singles
1. Lollipop (Param Pam Pam)
Sortie : 2009
2. Mr. Saxobeat
Sortie : 28 janvier 2011
3. Get Back (ASAP)
Sortie : 28 mars 2011
4. 1.000.000
Sortie : 20 janvier 2012

Saxobeats est le premier album studio de l'auteure-interprète roumaine Alexandra Stan, sorti en 2011. 
La promotion de l'album est soutenue par la sortie de quatre singles et trois singles promotionnels : Lollipop (Param Pam Pam), Mr. Saxobeat, Get Back (ASAP), 1.000.000 ; et Show Me the Way, Crazy, ainsi que le remix Maan Studio de Get Back (ASAP).  
Commercialement, Saxobeats est un succès modéré en Europe, tandis qu'il se classe 15e au Japon. Selon la Recording Industry Association of Japan, l'album s'y est vendu à plus de 68 000 copies de sa sortie à mai 2012.  

## Développement

### Genèse
En 2009, Stan est découverte par les producteurs et paroliers Marcel Prodan et Andrei Nemirschi, dans un bar à karaoké. Les deux hommes lui offrent un contrat pour la signer sur leur label, Maan Records. Ils travaillent dès lors à travailler sur son premier album studio, Saxobeats. L'écriture et la production des titres ont été faites par Prodan, Nemirschi et Marcian Alin Soare. 

### Réédition
Une réédition de l'album est sortie exclusivement au Japon sous le nom de Cliché (Hush Hush). 

## Composition
Saxobeats contient plusieurs genres musicaux : Hi-NRG, dance, électronique, house, et de l'Eurodance accompagné de saxophone dans certains titres. Cet instrument étant fréquemment utilisé dans sa région d'origine, il l'a beaucoup influencé pour sa musique. L'utilisation de cet instrument dans les morceaux de la chanteuse est, à ses débuts, vu comme sa marque de fabrique.

## Promotion
Le premier single extrait de l'album est Lollipop (Param Pam Pam), sorti fin 2009 en Roumanie, où il se classe 18e dans le Romanian Top 100, aidé par sa forte diffusion à la radio. Le vidéoclip l'illustrant est mal reçu par le public. La sortie de ce premier single fait suite à un premier single promotionnel, Show Me the Way. 
Le second single est Mr. Saxobeat, qui paraît en 2011, débutant 1er en Roumanie pendant huit semaines consécutives. Il devient ensuite un succès commercial dans le monde entier, se positionnant 1er dans neuf autres pays : l'Autriche, la Danemark, l'Allemagne, la Hongrie, l'Israël, l'Italie, la Slovaquie, la Suisse et la Turquie, devenant par la même occasion la première chanson roumaine à se classer à cette position dans le German Singles Chart depuis Dragostea Din Tei du groupe O-Zone en 2004. 

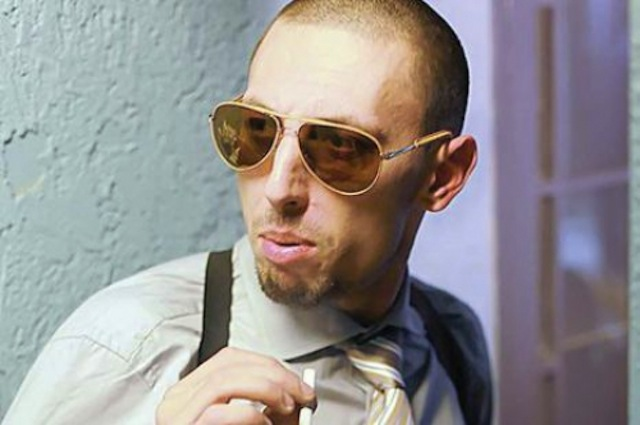
Marcel Prodan, l'un des principaux paroliers et producteurs de l'album.

La même année, un troisième single est choisi pour promouvoir ce premier opus de la chanteuse. Il s'agit de Get Back (ASAP), qui conquit les palmarès de Slovaquie, Pologne, Roumanie, République Tchèque, Finlande, Hongrie, Belgique, Israël et d'autres pays européens, bien qu'il peine à obtenir le succès aux États-Unis. Sa pire position dans les classements musicaux européens est 35, en Italie. Son vidéoclip est une suite directe à celui de Mr. Saxobeat.
Toujours en 2011, deux autres singles promotionnels voient le jour : Crazy et le Maan Studio Remix de Get Back (ASAP).  
Le quatrième et dernier single est 1.000.000 en featuring avec le rappeur allemand Carlprit, qui paraît début 2012. Bien qu'ayant moins de succès que ses prédécesseurs, le titre parvient à entrer dans le top 40 de Roumanie, d'Italie et d'Espagne. 

## Liste des pistes
| No  | Titre                                                   | Auteur                                | Durée |
| --- | ------------------------------------------------------- | ------------------------------------- | ----- |
| 1.  | Mr. Saxobeat                                            | Marcel Prodan, Andrei Nemirschi       | 3:15  |
| 2.  | Ting-Ting                                               | Marcel, Nemirschi                     | 3:55  |
| 3.  | Lollipop (Param Pam Pam)                                | Marcel, Nemirschi                     | 3:54  |
| 4.  | Crazy                                                   | Marcel, Nemirschi                     | 3:29  |
| 5.  | Get Back (ASAP)                                         | Marcel, Nemirschi                     | 3:29  |
| 6.  | 1.000.000 (featuring Carlprit)                          | Marcel, Nemirschi, Marcian Alin Soare | 3:18  |
| 7.  | Show Me the Way                                         | Marcel, Nemirschi                     | 3:42  |
| 8.  | Bitter-Sweet                                            | Marcel, Nemirschi                     | 3:36  |
| 9.  | Mr. Saxobeat (Maan Studio Remix)                        | Marcel, Nemirschi                     | 3:41  |
| 10. | Lollipop (Param Pam Pam) (Maan Studio Extended Version) | Marcel, Nemirschi                     | 3:20  |
| 11. | Get Back (ASAP) (Maan Studio Remix)                     | Marcel, Nemirschi                     | 4:27  |
| 12. | Mr. Saxobeat (Extended Version) (Bonus track)           | Marcel, Nemirschi                     | 4:16  |
| 13. | Get Back (ASAP) (Extended Version) (Bonus track)        | Marcel, Nemirschi                     | 4:27  |

Lollipop (Param Pam) contient des éléments du titre Fergalicious de la chanteuse américaine Fergie. 

## Classements dans les palmarès
| Classements (2011-2012)            | Meilleure position |
| ---------------------------------- | ------------------ |
| Japon (Oricon)                     | 15                 |
| Suisse (Schweizer Hitparade)       | 24                 |
| Autriche (Ö3 Austria)              | 25                 |
| Finlande (Suomen virallinen lista) | 27                 |
| Allemagne (Offizielle Top 100)     | 29                 |
| Hongrie (MAHASZ)                   | 39                 |
| France (SNEP)                      | 76                 |

## Historique de sortie
| Pays       | Date              | Format                     | Label                  |
| ---------- | ----------------- | -------------------------- | ---------------------- |
| France     | 29 août 2011      | CD, téléchargement digital | Play On / Jeff Records |
| Allemagne  | 9 septembre 2011  | CD, téléchargement digital | Columbia Records       |
| Pologne    | 23 septembre 2011 | CD, téléchargement digital | Universal Music        |
| Italie     | 4 octobre 2011    | Téléchargement digital     | EGO Italie             |
| Italie     | 11 octobre 2011   | CD                         | EGO Italie             |
| États-Unis | 18 octobre 2011   | Téléchargement digital     | Ultra Records          |
| Canada     | 18 octobre 2011   | Téléchargement digital     | Ultra Records          |
| Canada     | 24 octobre 2011   | CD                         | Ultra Records          |
| États-Unis | 24 octobre 2011   | CD                         | Ultra Records          |
| Japon      | 7 mars 2012       | CD, téléchargement digital | Victor Entertainment   |

## Liste des références
1. ↑  « Saxobeats - Alexandra Stan - empik.com » (consulté le 17 septembre 2011)
2. ↑  « "Saxobeats" : buy it on iTunes Italy », iTunes Store, Apple Inc. (consulté le 7 octobre 2011)
3. ↑  « Saxobeats - Disco (CD) di Stan Alexandra », La Feltrinelli (consulté le 10 octobre 2011)
4. ↑  « (iTunes) Saxobeats », iTunes.apple.com (consulté le 18 octobre 11)
5. ↑  « (iTunes Canada) Saxobeats », iTunes.apple.com (consulté le 18 octobre 11)
6. ↑  « "Saxobeats" at CD Universe », CD Universe (consulté le 3 octobre 2011)